# NGC 97
NGC 97 è una galassia ellittica situata nella costellazione di Andromeda.
La sua distanza dal nostro sistema solare è stimata in circa 230 milioni di anni luce e ha una magnitudine apparente di 13,5.
La galassia è stata scoperta il 16 settembre 1828 dall'astronomo britannico John Herschel.

## Gruppo di NGC 108
NGC 97 fa parte del Gruppo di NGC 108. Questo gruppo comprende almeno altre cinque galassie: NGC 108, UGC 310, CGCG500-15, UGC 234 e MCG 5-2-11. Inoltre NGC 97 e NGC 108 formano una coppia di galassie.